# Finnois d'Ingrie
Les  Finnois d'Ingrie (en finnois : inkeriläiset ou inkerinsuomalaiset) sont une population finnoise de l'Ingrie descendants d'immigrants luthériens finlandais installés en Ingrie à l'époque où la Finlande et l'Ingrie faisaient partie de l'Empire suédois. Ils ne doivent pas être confondus avec les Ingriens, qui sont majoritairement orthodoxes.

## Histoire

### L'ingrie avant la migration finlandaise
La population indigène d'Ingrie est constituée des Votes et Ingriens qui sont des peuples finnois de la Baltique.
Les tribus slaves se sont répandues dans la région à la fin du premier millénaire.
Au Moyen Âge, les slaves ont répandu le christianisme sous sa forme orthodoxe.

### Migration finlandaise
Les Finnois d'Ingrie se composent principalement de deux groupes: les Savakot (fi), descendants de Savoniens (en) ; et les Äyrämöiset (fi), venant principalement d'Äyräpää et de l'Isthme de Carélie qui faisait partie de l'Österland suédois.
Les Finnois d'Ingrie étaient des colons luthériens et des travailleurs migrants qui ont déménagé en Ingrie pendant la période de domination suédoise de 1617 à 1703.[8] 
D'autres provenaient d'une conversion plus ou moins volontaire parmi les Votes indigènes de langue finnoise et les Izhoriens.
Les Finnois représentaient 41,1 % de la population de l'Ingrie en 1656, 53,2 % en 1661, 55,2 % en 1666, 56,9 % en 1671 et 73,8 % en 1695.
Après la reconquête russe et la fondation de Saint-Pétersbourg en 1703, des nobles russes obtiennent des terres en Ingrie.
Les Finlandais luthériens ingriens quittent alors l'Ingrie, où ils sont devenus minoritaires, pour la région connue sous le nom d'Ancienne Finlande, au nord du golfe de Finlande, que la Russie avait pris à la Suède au XVIIIe siècle, et où les Luthériens sont en grande majorité.
En ancienne Finlande, les Finnois d'Ingrie s'assimileront aux caréliens.

### LeXIXesiècle
En 1870, la publication du premier journal de langue finnoise, Pietarin Sanomat, commence en Ingrie.
Avant cela, l'Ingrie recevait des journaux principalement de Vyborg.
La première bibliothèque publique a été ouverte en 1850, à Tyrö. La plus grande des bibliothèques, située à Skuoritsa, comptait plus de 2 000 volumes dans la seconde moitié du XIXe siècle. En 1899, le premier festival de la chanson en Ingrie a eu lieu à Puutosti (Skuoritsa).
En 1897, le nombre de Finnois d'Ingrie était passé à 130 413 et en 1917, il dépassait 140 000 (45 000 dans le nord de l'Ingrie, 52 000 dans le centre (est) de l'Ingrie et 30 000 dans l'ouest de l'Ingrie, le reste à Petrograd).

### Les Ingriens en Union soviétique
Après la Révolution d'Octobre, les Finnois d'Ingrie habitant la partie sud de l'Isthme de Carélie font sécession de la Russie bolchevique et forment l'éphémère République d'Ingrie du Nord, soutenue par la Finlande.
Elle sera réintégrée à la Russie à la fin de 1920 par le traité de Tartu, mais elle jouit d'une certaine autonomie nationale.
De 1928 à 1939, les Finnois d'Ingrie du nord de l'Ingrie ont constitué le district de Kuivaisi avec son centre à Toksovo avec le finnois comme langue officielle.
Le premier recensement de toute l'Union de l'Union soviétique en 1926 a enregistré 114 831 "Finnois de Leningrad", comme on appelait alors les Finnois d'Ingrie.
La domination soviétique et l'occupation allemande (1941-1944) pendant la Seconde Guerre mondiale ont été aussi désastreuses pour les Finnois d'Ingrie que pour d'autres petits groupes ethniques.
De nombreux Finnois d'Ingrie ont été exécutés, déportés en Sibérie ou forcés de déménager dans d'autres parties de l'Union soviétique.
Il y eut aussi des réfugiés en Finlande, où ils se sont assimilés
En 1928, la collectivisation de l'agriculture a commencé en Ingrie.
Pour la faciliter, en 1929-1931, 18 000 personnes (4 320 familles) du nord de l'Ingrie ont été déportées vers la Carélie orientale ou la péninsule de Kola, ainsi qu'au Kazakhstan et dans d'autres parties de l'Asie centrale.
La situation des Finnois d'Ingrie s'est encore détériorée en raison du projet soviétique de créer des zones de sécurité restreintes le long des frontières avec la Finlande et l'Estonie, sans aucun habitants finnois, considérés comme politiquement peu fiables,.
En avril 1935, 7 000 personnes (2 000 familles) sont déportées d'Ingrie vers le Kazakhstan, en Asie centrale, et dans la région de l'Oural.
En mai et juin 1936, 20 000 personnes, toute la population finnoise des paroisses de Valkeasaari,  Lempaala, Vuole et Miikkulainen près de la Frontière entre la Finlande et la Russie, sont deportées autour de Cherepovets.
En Ingrie, ils ont été remplacés par des personnes venant d'autres parties de l'Union soviétique.
À la suite des déportations en Union soviétique avant et après la Seconde Guerre mondiale les survivants sont réinstallés dans différentes parties de l'Union soviétique. Les Finnois d'Ingrie constituent la majorité de la population finnoise de la fédération de Russie. Selon certaines sources environ 25 000 Finnois d'Ingrie sont retournés ou résident dans la région de Saint-Pétersbourg.
En 1937, les églises luthériennes et les écoles de langue finnoise d'Ingrie sont fermées et les publications et les émissions de radio en finnois sont interrompues.
En mars 1939, le district de Kuivaisi est aboli.
Initialement pendant la guerre d'Hiver, la politique soviétique était mixte.
D'une part, le gouvernement de Staline a largement détruit la culture finnoise d'Ingrie, mais d'autre part, le maintien d'une population de langue finnoise était souhaité comme moyen de légitimer l'occupation planifiée de la Finlande.
L'échec du gouvernement fantoche de Terijoki a conduit au résultat qu'en 1941, Moscou a officiellement décidé que les Finnois d'Ingrie n'étaient pas fiables, et en 1942, la plupart des Finnois d'Ingrie restant en Ingrie ont été déportés de force en Sibérie.
Pendant l'occupation finlandaise et allemande de la région, les Finnois d'Ingrie ont été évacués vers la Finlande.
Cependant, après la guerre de continuation, la plupart de ces Finnois d'Ingrie, qui étaient encore des citoyens soviétiques, ont été renvoyés de force en Union soviétique, où ils ont été dispersés en Russie.
Cependant, une petite partie des Finnois d'Ingrie ont pu fuir vers la Suède et près de 4 000 ont pu rester en Finlande.
Les Finnois d'Ingrie ont été largement oubliés pendant les présidences de Juho Kusti Paasikivi et d'Urho Kekkonen.

## Après la dislocation de l'URSS
Le gouvernement finlandais a ouvert aux Finnois de l'étranger et donc en particulier aux Finnois d'Ingrie la possibilité de s'établir en Finlande. Le droit au retour est clos depuis le printemps 2011.

## Personnalités
- Aleksanteri Ahola-Valo, architecte[13]
- Urban Hjärne, médecin[14],[13]
- Robert Ivanov, footballeur[15]
- Aino Kallas, écrivain[16]
- Aleksandr Kokko, footballeur
- Leo Komarov, joueur de hockey[17]
- Helmi Krohn, écrivain[16]
- Julius Krohn, professeur[16]
- Kaarle Krohn, linguiste[16]
- Matti Kurikka, journaliste[18]
- Elmo Nüganen, réalisateur
- Roland Pöntinen, pianiste